# Trophée Gazet van Antwerpen 1990-1991
Navigation
1989-1990 1991-1992
Le Trophée Gazet van Antwerpen 1990-1991 est la 4e édition du Trophée Gazet van Antwerpen, compétition de cyclo-cross organisée par le quotidien belge néerlandophone Gazet van Antwerpen.

## Résultats
| Date        | Lieu                  | Vainqueur      | Deuxième            | Troisième          |
| ----------- | --------------------- | -------------- | ------------------- | ------------------ |
| 11 novembre | Niel - Jaarmarktcross | Marc Janssens  | Peter Van Santvliet | Walter Marijnissen |
| 18 novembre | Malines               | Marc Janssens  | Ludo De Rey         | Paul Lauwaert      |
| 8 décembre  | Essen - GP Rouwmoer   | Roland Liboton | Dirk Pauwels        | Pascal Van Riet    |
| 27 décembre | Loenhout - Azencross  | Danny De Bie   | Gustaaf Van Bouwel  | Wim Lambrechts     |
| 29 décembre | Rijkevorsel           | Guy Van Dijck  | Jo Martens          | Ronny Poelvoorde   |

## Classement final
| #   | Coureur          | Points |
| --- | ---------------- | ------ |
| 1.  | Marc Janssens    | 145    |
| 2.  | Pascal Van Riet  | 168    |
| 3.  | Ludo De Rey      | 108    |
| 4.  | Guy Van Dijck    | 105    |
| 5.  | Paul Lauwaert    | 101    |
| 6.  | Ronny Poelvoorde | 83     |
| 7.  | Jan Van Bouwel   | 69     |
| 8.  | Rudy De Bie      | 68     |
| 9.  | Jo Martens       | 68     |
| 10. | Alex Heremans    | 67     |

## Résultats détaillés
| #  | Coureur              | Temps   |
| -- | -------------------- | ------- |
| 1  | Marc Janssens        | inconnu |
| 2  | Peter Van Santvliet  |         |
| 3  | Walter Marijnissen   |         |
| 4  | Paul Lauwaert        |         |
| 5  | André Glazja         |         |
| 6  | Ludo De Rey          |         |
| 7  | Jo Martens           |         |
| 8  | Johnny Blomme        |         |
| 9  | Daniel Van Den Bosch |         |
| 10 | Jan Van Bouwel       |         |

| #  | Coureur          | Temps   |
| -- | ---------------- | ------- |
| 1  | Marc Janssens    | inconnu |
| 2  | Ludo De Rey      |         |
| 3  | Paul Lauwaert    |         |
| 4  | Jurgen De Wit    |         |
| 5  | Guy Van Dijck    |         |
| 6  | Geert Vandaele   |         |
| 7  | Rudy De Bie      |         |
| 8  | Alex Moonen      |         |
| 9  | Marc Vandevivere |         |
| 10 | Ronny Poelvoorde |         |

| #  | Coureur             | Temps   |
| -- | ------------------- | ------- |
| 1  | Roland Liboton      | inconnu |
| 2  | Dirk Pauwels        |         |
| 3  | Pascal Van Riet     |         |
| 4  | Peter Van Santvliet |         |
| 5  | Alex Moonen         |         |
| 6  | Marc Janssens       |         |
| 7  | Johnny Blomme       |         |
| 8  | Ronny Poelvoorde    |         |
| 9  | Chris David         |         |
| 10 | Gustaaf Van Bouwel  |         |

| #  | Coureur             | Temps   |
| -- | ------------------- | ------- |
| 1  | Danny De Bie        | inconnu |
| 2  | Gustaaf Van Bouwel  |         |
| 3  | Wim Lambrechts      |         |
| 4  | Radomír Šimůnek     |         |
| 5  | Marc Janssens       |         |
| 6  | Guy Van Dijck       |         |
| 7  | Peter Van Santvliet |         |
| 8  | Alex Moonen         |         |
| 9  | Martin Hendriks     |         |
| 10 | Rein Groenendaal    |         |

| #  | Coureur             | Temps   |
| -- | ------------------- | ------- |
| 1  | Guy Van Dijck       | inconnu |
| 2  | Jo Martens          |         |
| 3  | Ronny Poelvoorde    |         |
| 4  | Peter Van Santvliet |         |
| 5  | Wim Lambrechts      |         |
| 6  | Henk Baars          |         |
| 7  | Marc Janssens       |         |
| 8  | Rudy De Bie         |         |
| 9  | Danny De Bie        |         |
| 10 | Kurt De Roose       |         |